# تاج التبرير

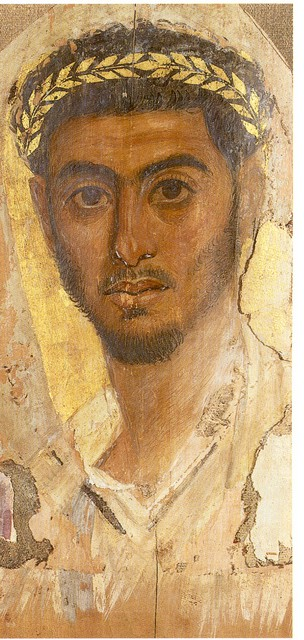
صورة لوحات مومياوات الفيوم تظهر المتوفى يرتدي «تاج التبرير» مع أوراق على شكل معين تمثل الغار

كان تاج التبرير في الديانة المصرية القديمة عبارة عن  إكليل من الزهور أو 
 فيليه يرتديه المتوفى ليمثل النصر على الموت في  الآخرة. ويستند رمزها إلى الفصل 19 من كتاب الموتى، حيث يقال إن مرتديها «مبرر» بالانتصار على الموت تمامًا كما ارتفع الإله أوزوريس في النهاية فوق أعدائه. تم تلاوة نص طقسي أثناء تتويج الميت.'

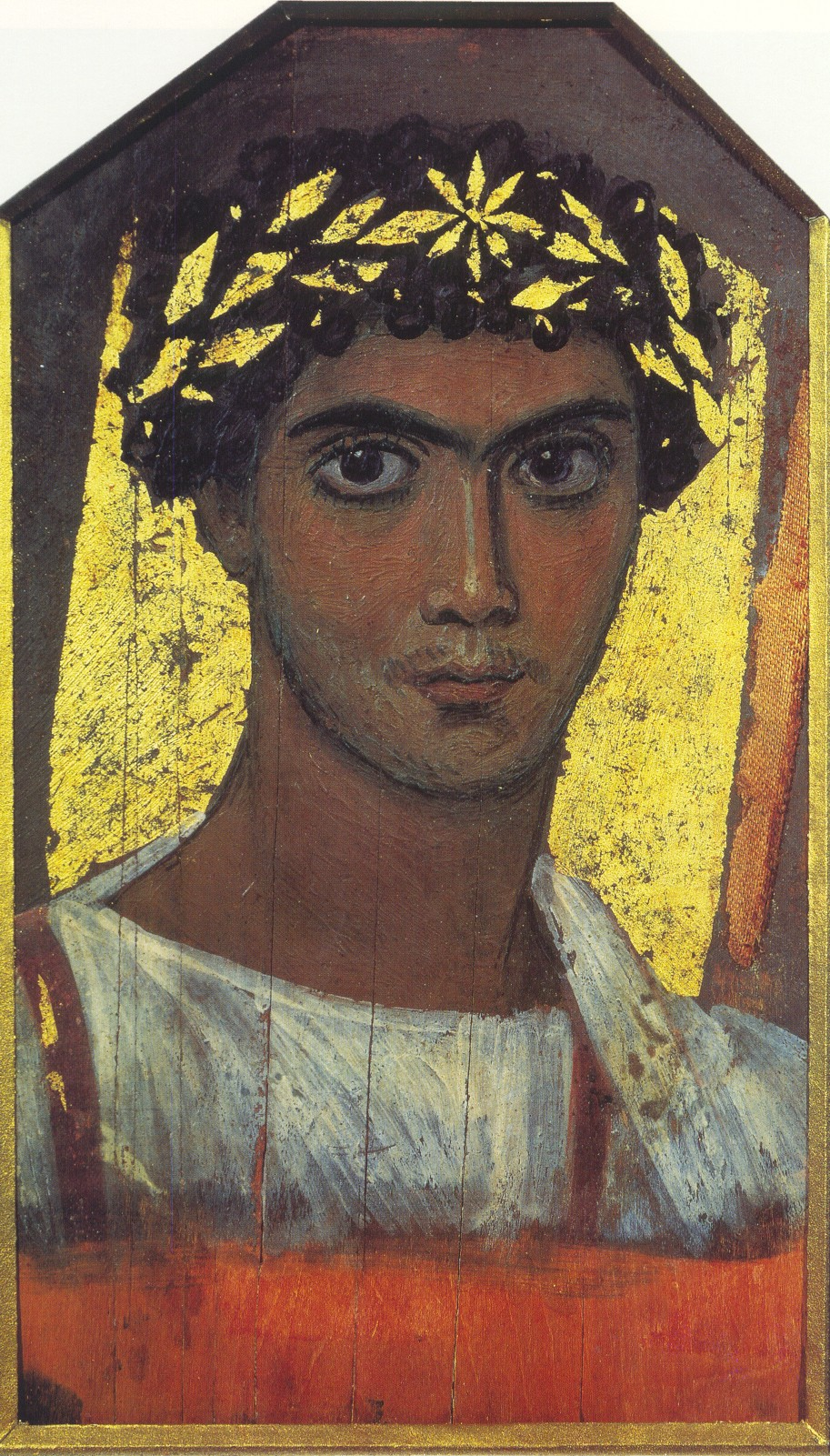
صورة مومياء لشاب مذهب بـ "تاج التبرير". متحف بوشكين, inv. № 5776.

قد يكون تاج التبرير مصنوعًا من  الغار أو  النخيل أو الريش أو البردي أو  المعادن النفيسة. تم تصنيعه مع  التاج الشمسي  لإله الشمس رع، وقد يكون مصنوعًا من الذهب لتقليد خصائص الشمس. من بين مجموعات متحف الفنون الجميلة في بوسطن، إكليل من ورق البردي منسوج بشكل معقد مع إدخالات برونزية لتعكس الضوء. في  العصر الروماني، قد يرتدي المبتدئون في أسرار إيزيس إكليلًا من أوراق النخيل للإشارة إلى أشعة الشمس. 
في  العصر البطلمي والروماني، يظهر  الفن الديني في  المعابد الملك وهو يقدم التاج إلى حورس أو  آلهة أخرى. تتخذ تيجان التبرير هذه شكل الخاتم، الذي يحتوي أحيانًا على  الصل أو عين وادجيت. يمكن استبدال أكاليل الورد خلال العصر الروماني، في إشارة إلى استخدام أكاليل الورد وأكاليل الزهور في أسرار إيزيس الرومانية. تم دمج تاج التبرير بهذه الطريقة في الاستخدامات الاحتفالية والدينية الأوسع لأكاليل الزهور والنباتات في الإمبراطورية الرومانية.